# 當責，從停止抱怨開始：克服被害者心態，才能交出成果、達成目標！
當責，從停止抱怨開始：克服被害者心態，才能交出成果、達成目標！（英語：The Oz Principle: Getting Results Through Individual and Organizational Accountability）是一本由羅傑·康納斯、湯姆·史密斯和克雷格·希克曼共同撰寫的領導力書籍，它於1994年首次出版。這本書借用了綠野仙蹤的書名，討論了問責制和結果。

## 外部連結
- 官方網站[]